# Gabinete Broglie II
O Gabinete Broglie II foi o ministério formado por Albert de Broglie em 26 de novembro de 1873 e dissolvido em 16 de maio de 1874. Foi o 4º gabinete da Terceira República Francesa, sendo antecedido pelo Gabinete Broglie I e sucedido pelo Gabinete Cissey.

## Contexto
Após uma breve reformulação, o gabinete de Broglie seguiu dando continuidade à política de “ordem moral” antirrepublicana estabelecida anteriormente. O governo aprovou uma nova lei dos prefeitos, buscando combater o republicanismo nos municípios franceses. Enquanto isso, monarquistas intransigentes responsabilizavam Broglie e os orleanistas pelo fracasso da restauração monárquica. O gabinete, então, proibiu vários jornais legitimistas críticos do governo.
Em maio de 1874, uma coalizão de legitimistas, bonapartistas e Republicanos Moderados (ou oportunistas) derrotou o governo em uma votação a respeito de uma nova lei eleitoral. Albert de Broglie apresentou, então, sua renúncia ao Presidente da República, Patrice de Mac-Mahon.

## Composição
- Presidente da República: Patrice de Mac-Mahon
- Vice-presidente do Conselho de Ministros: Albert de Broglie
- Ministro dos Estrangeiros: Louis Decazes
- Ministro da Justiça: Octave Depeyre
- Ministro do Interior: Albert de Broglie
- Ministro da Guerra: François Charles du Barail
- Ministro das Finanças: Pierre Magne
- Ministro da Marinha e das Colônias: Charles de Dompierre d'Hornoy
- Ministro da Instrução Pública, Belas Artes e Cultos: Oscar Bardi de Fourtou
- Ministro das Obras Públicas: Charles de Larcy
- Ministro da Agricultura e do Comércio: Alfred Deseilligny

## Realizações
- Aprovação de uma nova lei para os municípios, deixando a indicação dos prefeitos de capitais e distritos a cargo do Presidente da República;[1]
- Aumento das contribuições diretas e dos impostos para auxiliar no pagamento de empréstimos e reparações de guerra;[3]
- Proibição do trabalho para menores de 12 anos e do trabalho noturno para menores de 16 anos.[4]